# St. Erasmus (Sankt Erasmus)

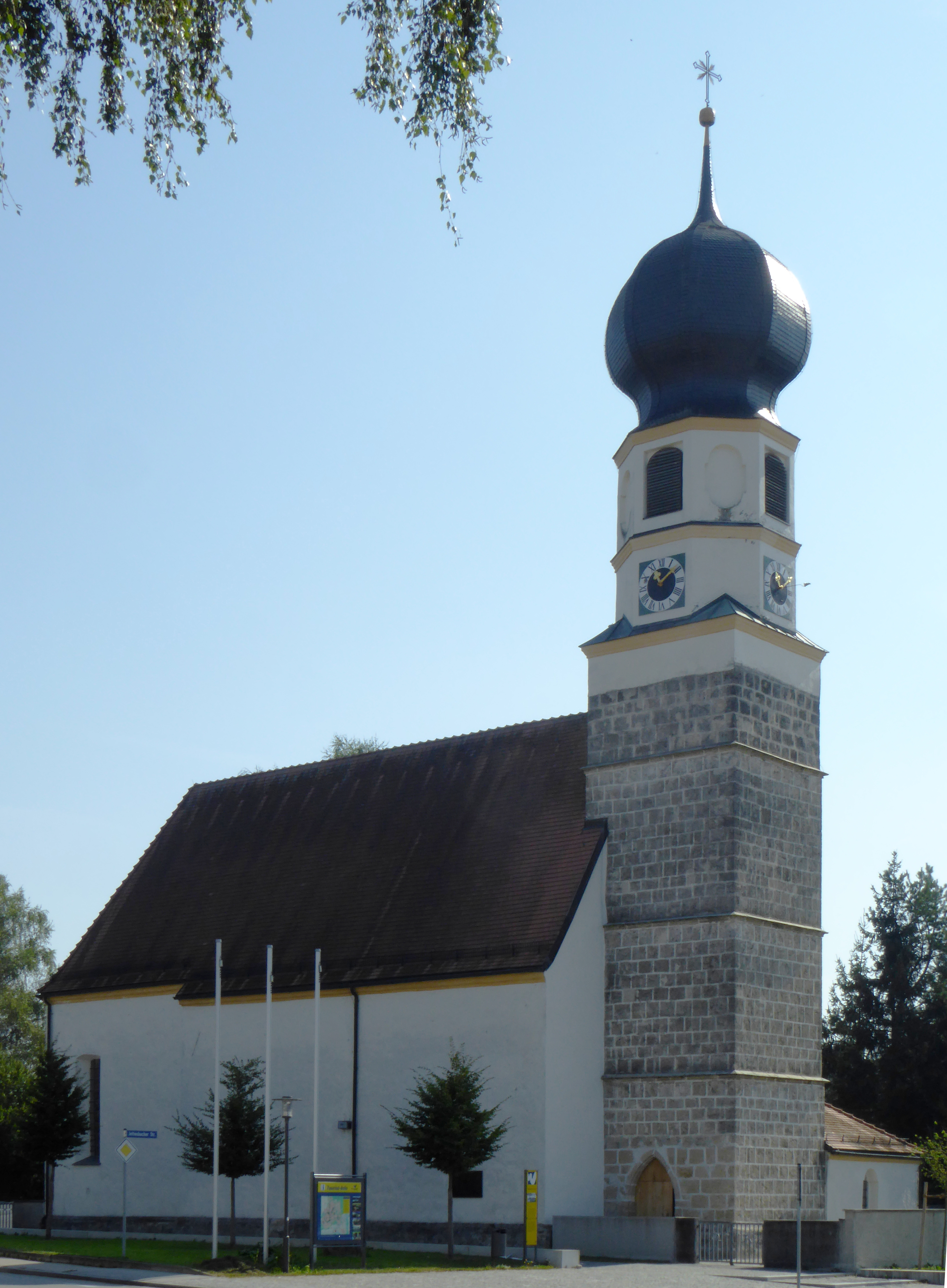
St. Erasmus in Sankt Erasmus

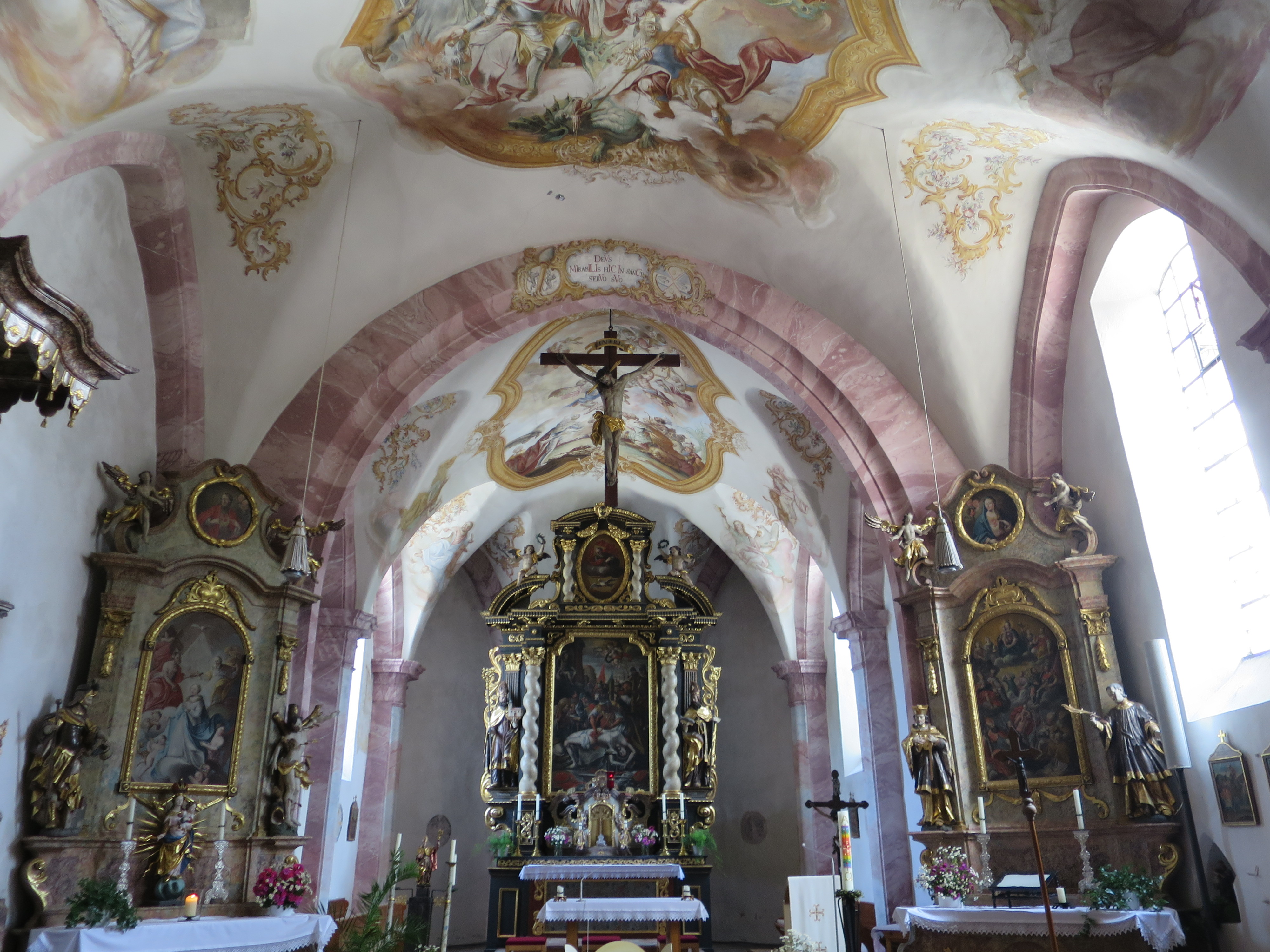
Innenansicht

Die römisch-katholische Filialkirche St. Erasmus steht in Sankt Erasmus, einem Gemeindeteil der Stadt Waldkraiburg im oberbayerischen Landkreis Mühldorf am Inn. Sie ist in der Liste der Baudenkmäler in Waldkraiburg als Baudenkmal unter der Nr. D-1-83-148-24 eingetragen. Die Kirche gehört zum Dekanat Mühldorf im Erzbistum München und Freising.

## Beschreibung
Die spätgotische Saalkirche wurde im 18. Jahrhundert barock umgestaltet. Sie besteht aus dem Langhaus zu drei Jochen, dem eingezogenen, dreiseitig geschlossenen Chor zu zwei Jochen im Nordosten, der Sakristei an der Südostwand des Chors und dem Kirchturm an der Südwestseite des Langhauses. Die unteren Geschosse des Kirchturms bestehen aus Quadermauerwerk und stammen aus dem Mittelalter. Er wurde mit zwei achteckigen, mit einer Zwiebelhaube bedeckten Geschossen aufgestockt, die den Glockenstuhl und die Turmuhr enthalten. Ein Vorzeichen befindet sich an der Südwestecke des Langhauses.
Die Deckenmalereien hat 1770–72 Martin Anton Seltenhorn ausgeführt. Der Hochaltar wurde 1686 von Josef Hueber geschaffen. Auf dem zentralen Gemälde des Altarretabels von Sebastian Junckher aus Landshut ist das Martyrium des Erasmus von Antiochia dargestellt.
Die sechsregistrige Orgel wurde 1897 von Josef Hackl erbaut.